# Гај Клаудије Глабер
Гај Клаудије Глабер био је римски претор 73. п. н. е. Безуспешно је покушавао да угуши Спартаков устанак који је предводио одбегли гладијатор Спартак у нападима на Везуву.

## Одабрани антички извори
- Неки од ових извора доступни су на енглеском језику на Internet Ancient History Sourcebook  Архивирано на веб-сајту  (28. јун 2011).